# Empoasca valvata
Empoasca valvata är en insektsart som först beskrevs av Henry Fairfield Osborn 1923.  Empoasca valvata ingår i släktet Empoasca och familjen dvärgstritar. Inga underarter finns listade i Catalogue of Life.